# Desabhimani

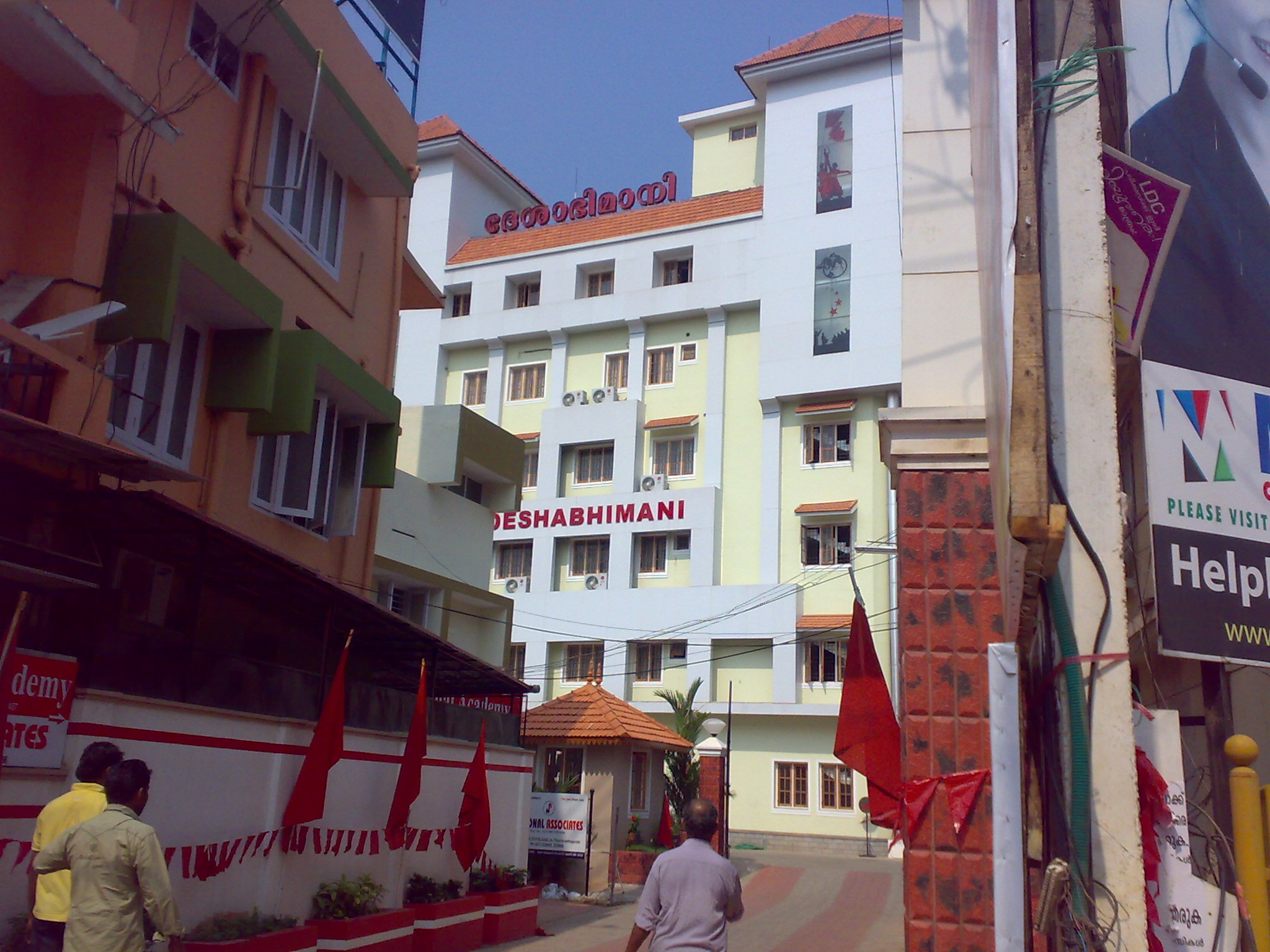
kantoor in Trivandrum

Desabhimani is een Malayalam-dagblad, dat uitkomt in de Indiase deelstaat Kerala. Het is het orgaan van de Communistische Partij van India (Marxistisch) in Kerala en werd in september 1942 in Kozhikode opgericht als weekblad. In 1946 werd het een dagblad. Het is in Kerala de derde meest gelezen krant, na Malayala Manorama en Mathrubhumi. Het blad verschijnt in negen edities: Kozhikode, Kochi, Thiruvananthapuram, Kannur, Kottayam, Thrissur, Malappuram, Bangalore en Bahrein. De editor-in-chief is V.V. Dakshinamoorthi (2013).